# Christopher Haase
Christopher Haase, né le 26 septembre 1987, est un pilote automobile allemand. Il est engagé dans différents championnats de Grand Tourisme.

## Biographie
Après avoir débuté en karting, il débute en ADAC Dacia Logan Cup en 2006.
Entre 2007 et 2008, il appartient à l'équipe Reiter Engineering et remporte l'ADAC GT Masters sur Lamborghini Gallardo GT3.
Depuis 2009, il court pour le Team Phoenix au volant d'une Audi R8 LMS. Il a remporté le Championnat d'Europe FIA GT3 en 2009 et plusieurs courses en ADAC GT Masters depuis 2007.

## Palmarès
- Champion en ADAC GT Masters en 2007
- Vainqueur de la catégorie Light en GT4 European Cup en 2008
- Vainqueur du Championnat d'Europe FIA GT3 en 2009
- Victoire aux 12 Heures de Sepang en 2010
- Victoire aux 24 Heures du Nürburgring en 2012 et 2014
- Vainqueur des Blancpain Endurance Series en 2012 avec Christopher Mies et Stéphane Ortelli
- Vainqueur des 24 Heures de Spa en 2017

### 12h de Bathurst
| Année | Équipe                       | Coéquipiers                        | Voiture            | Catégorie | Tours | Pos. | Class Pos. |
| ----- | ---------------------------- | ---------------------------------- | ------------------ | --------- | ----- | ---- | ---------- |
| 2024  | Melbourne Performance Centre | Liam Talbot Kelvin van der Linde   | Audi R8 LMS EVO II | A-PRO     | 275   | 3e   | 3e         |
| 2023  | Melbourne Performance Centre | Mattia Drudi Patric Niederhauser   | Audi R8 LMS EVO II | A-PRO     | 13    | DNF  |            |
| 2020  | Melbourne Performance Centre | Dries Vanthoor Frédéric Vervisch   | Audi R8 LMS EVO    | A-PRO     | 148   | DNF  |            |
| 2019  | Audi Sport Team Valvoline    | Christopher Mies Markus Winkelhock | Audi R8 LMS        | A-PRO     | 304   | 14e  | 9e         |
| 2018  | Melbourne Performance Centre | Christopher Mies Markus Winkelhock | Audi R8 LMS        | A-PRO     | 238   | DNF  |            |
| 2017  | Jamec Pem Racing             | Christopher Mies Garth Tander      | Audi R8 LMS        | A-PRO     | 282   | 13e  | 6e         |
| 2016  | Jamec Pem Racing             | Marco Mapelli Christopher Mies     | Audi R8 LMS        | A-PRO     | 50    | DNF  |            |
| 2015  | Phoenix Racing               | Marco Mapelli Christopher Mies     | Audi R8 LMS Ultra  | A-PRO     | 50    | DNF  |            |